# Hugh Durrant-Whyte
Hugh F. Durrant-Whyte FRS (6 de fevereiro de 1961) é um roboticista australiano. Conhecido por seu trabalho pioneiro sobre métodos probabilísticos em robótica.
Foi eleito membro da Royal Society em 2010.